# Pachyphyllum cuencae
Pachyphyllum cuencae är en orkidéart som beskrevs av Heinrich Gustav Reichenbach. Pachyphyllum cuencae ingår i släktet Pachyphyllum och familjen orkidéer.
Artens utbredningsområde är Ecuador. Inga underarter finns listade i Catalogue of Life.